# Marian Friedmann

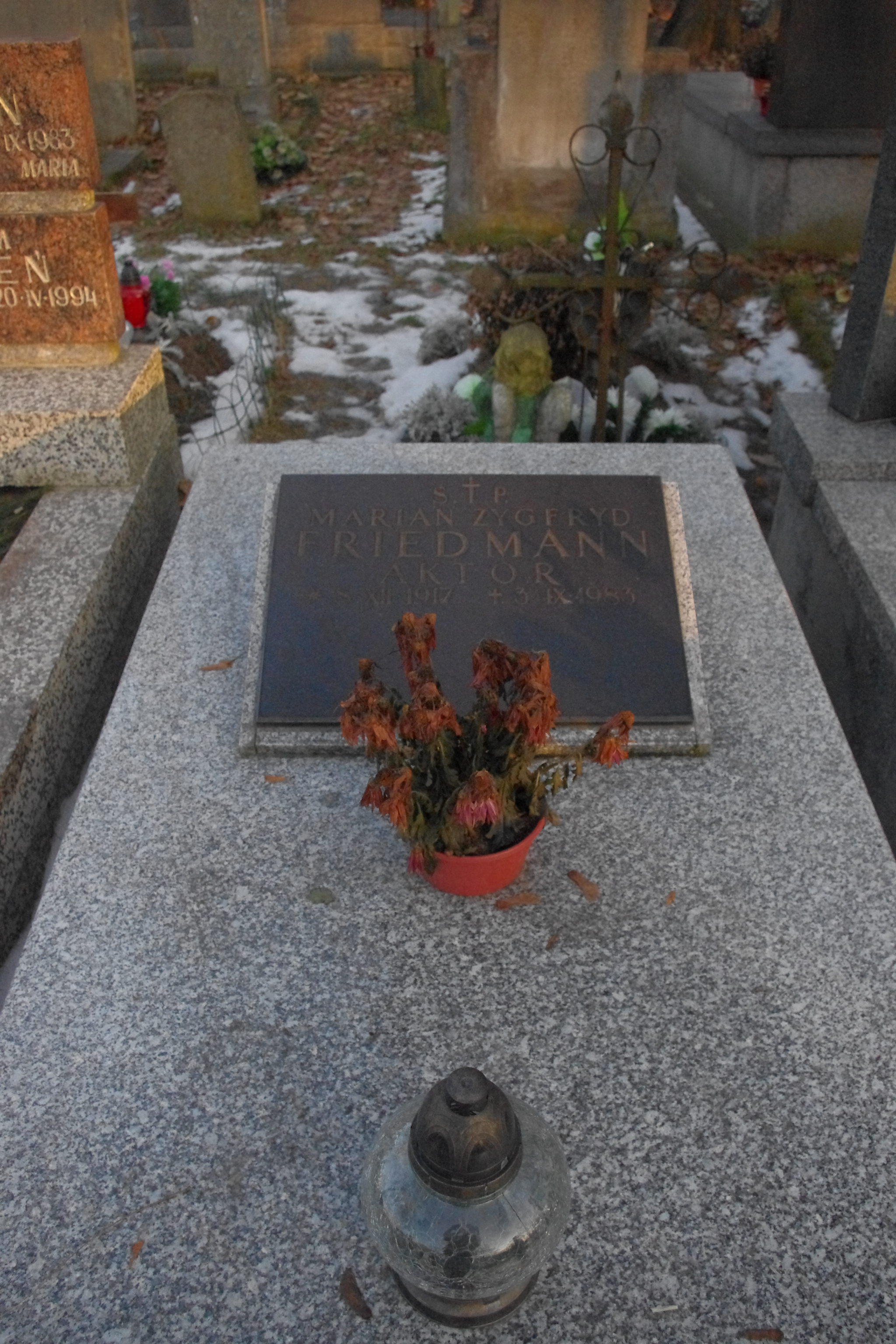
Grób aktora Mariana Friedmanna na cmentarzu Prawosławnym w Warszawie

Marian Zygfryd Friedmann (ur. 8 grudnia 1917 w Krakowie, zm. 3 września 1983 Warszawie) – polski aktor teatralny, filmowy, telewizyjny, a także dubbingowy i radiowy.

## Życiorys
Kształcił się w czasie wojny na tajnych kursach teatralnych. W latach 1940–1945 był aktorem i dekoratorem Teatru Podziemnego Adama Mularczyka, zorganizowanego w Krakowie. Kiedy w lutym 1945 roku w mieście tym zorganizowano Studio przy Starym Teatrze, postanowił kontynuować tam naukę. W sezonie 1945/1946 został do teatru tego zaangażowany jako pełnoprawny aktor. W sezonie kolejnym przeszedł do Teatru Miejskiego w Białymstoku, po czym przeniósł się do Warszawy, gdzie występował w Teatrze Nowym (1947–1949), a potem – na jego Scenie Komediowo-Muzycznej (1949–1953). W roku 1948 został absolwentem Państwowej Wyższej Szkoły Aktorskiej w Warszawie. W latach 1953–1957 był aktorem Teatru Narodowego, a następnie – do 1983 roku – warszawskiego Teatru Współczesnego.
Był znany z ogromnego poczucia humoru.
Ojciec aktora Stefana Friedmanna.
Został pochowany na cmentarzu prawosławnym w Warszawie (sektor 81-8-15).

## Role teatralne (wybór)
- 1946 – Jajko Kolumba jako Marszałek dworu; Kacyk (reż. Jan Koecher)
- 1946 – Król włóczęgów jako Collin (reż. Janusz Warnecki)
- 1947 – Rewizor jako Korobkin; Kelner (reż. Stanisława Perzanowska)
- 1948 – Słomkowy kapelusz jako Vezinet, głuchy (reż. S. Perzanowska)
- 1948 – Jadzia wdowa jako Gawałecki (reż. Zbigniew Sawan)
- 1948 – Dom otwarty jako Bagatelka (reż. S. Perzanowska)
- 1950 – Cud mniemany, czyli Krakowiacy i Górale jako Góral II (reż. Leon Schiller)
- 1951 – Zielony gil jako Quintana (reż. Z. Sawan)
- 1951 – Uczone białogłowy jako Rejent (reż. Irena Grywińska)
- 1952 – Sen nocy letniej jako Cherlak (reż. Ryszard Ordyński)
- 1952 – Konkurenci jako Guga (reż. J. Warnecki)
- 1953 – Cyrulik sewilski jako Młokos (reż. Z. Sawan)
- 1955 – Huzarzy jako Cezar Carotti (reż. Józef Wyszomirski)
- 1956 – Niewiele brakowało jako Profesor (reż. Jerzy Rakowiecki)
- 1957 – Muchy jako Mężczyzna z tłumu (reż. Erwin Axer)
- 1957 – Pastorałka jako Djabeł (reż. S. Perzanowska)
- 1957 – Nasze miasto jako Joe Stoddard (reż. E. Axer)
- 1958 – Amfitryo jako Pauzykles (reż. Jerzy Kreczmar)
- 1958 – Opera za 3 grosze jako Żebrak (reż. Konrad Swinarski)
- 1959 – Biedermann i podpalacze jako Członek Straży Pożarnej (reż. E. Axer)
- 1960 – Knock, czyli Triumf medycyny jako Dobosz miejski (reż. E. Axer)
- 1961 – Historia fryzjera Vasco jako Sierżant Paraz (reż. J. Kreczmar)
- 1962 – Kariera Artura Ui jako Bowl (reż. E. Axer)
- 1963 – Dożywocie jako Klarnecista (reż. J. Kreczmar)
- 1964 – Androkles i lew jako Poganiacz, Zapowiadacz (reż. E. Axer)
- 1965 – Przychodzę opowiedzieć jako Żyd (reż. E. Axer)
- 1966 – Dochodzenie jako Oskarżony Bednarek (reż. E. Axer)
- 1968 – Dwa teatry jako Lekarz (reż. E. Axer)
- 1968 – Wielki człowiek do małych interesów jako Tapicer (reż. J. Kreczmar)
- 1969 – Po górach, po chmurach jako Baran II (reż. E. Axer)
- 1970 – Matka jako Antoni Murdel-Bęski (reż. E. Axer)
- 1972 – Litość Boga jako Strażnik (reż. Maciej Enlgert)
- 1972 – Macbett jako Handlarz starzyzną, Biesiadnik, Chory II (reż. E. Axer)
- 1976 – Wiśniowy sad jako Gość (reż. Maciej Prus)
- 1977 – Kordian jako Dozorca w James Park, Szewc (reż. E. Axer)
- 1978 – Dziady kowieńskie jako Chór (reż. J. Kreczmar)
- 1981 – Smok jako Szarlemań (reż. Krzysztof Zaleski)
- 1983 – Człowiek-Słoń jako Will (reż. Marcel Kochańczyk)

### Teatr Telewizji
- 1958 – Opera za trzy grosze jako Żebrak (reż. K. Swinarski)
- 1959 – Z minionych lat..., program składany (reż. K. Swinarski)
- 1961 – Dobre uczynki Wojciecha Ozdoby (reż. K. Swinarski)
- 1962 – Pies ogrodnika (reż. K. Swinarski)
- 1962 – Męczeństwo Piotra Ohey’a jako Poborca (reż. E. Axer)
- 1964 – Papa jako Lokaj (reż. Edward Dziewoński)
- 1964 – Biedermann i podpalacze (reż. E. Axer)
- 1969 – Baron Munchhausen jako Antoni (reż. Zygmunt Hübner)
- 1971 – Wizyta starszej pani (reż. Jerzy Gruza)
- 1971 – Maskarada jako Dr Arendt (reż. Andrzej Łapicki)
- 1972 – Kordian i cham (reż. Jan Bratkowski)
- 1973 – Beatrix Cenci jako Dozorca (reż. Gustaw Holoubek)
- 1973 – Kariera Artura Ui jako Bowl (reż. J. Gruza)
- 1974 – Don Juan jako Guzman (reż. Z. Hübner)
- 1975 – Cień archanioła jako Lewandowski (reż. Barbara Borys-Damięcka)
- 1975 – Arszenik i stare koronki jako Gibbs (reż. M. Englert)
- 1977 – Wesele Figara jako Łapowy (reż. Czesław Wołłejko)

## Filmografia (wybór)
- 1962 – Mężczyźni na wyspie
- 1963 – Skąpani w ogniu jako Plutonowy Józef Goldfinger-Paluch
- 1972 – Poślizg jako Właściciel warsztatu samochodowego
- 1974 – Bilans kwartalny
- 1976 – Polskie drogi jako Dozorca kamienicy w której mieszkał Marek Ruciński, uczeń Niwińskiego (odc. 2)

## Ordery i odznaczenia
- Złoty Krzyż Zasługi
- Medal 10-lecia Polski Ludowej (19 stycznia 1955)[5]